# Зенітні ракетні системи Третього Рейху
Зенітні ракетні системи Третього Рейху розроблялись і виготовлялись під час Другої світової війни з 1941 по 1945 роки. Перші випробування почали проводити з осені 1944 року.

## Зенітні системи

### Wasserfall

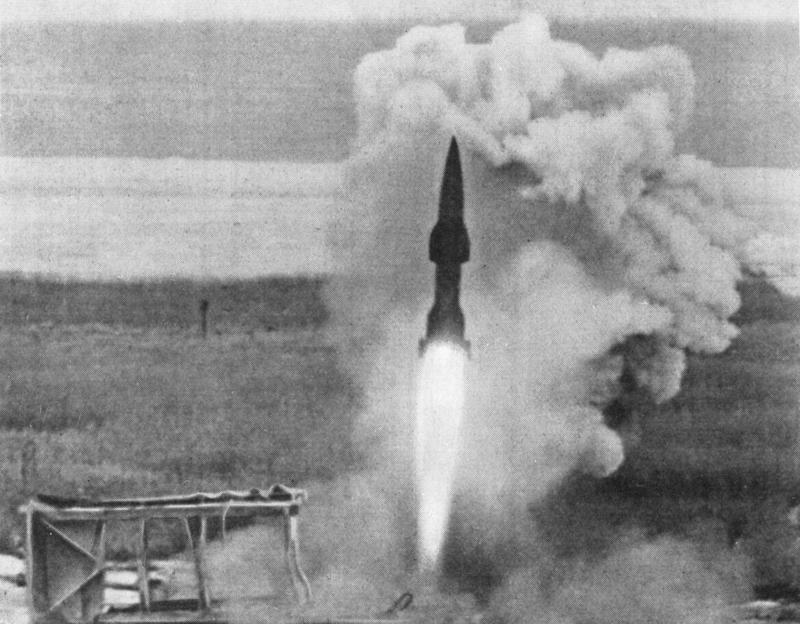
Тестовий старт Wasserfall. 1944

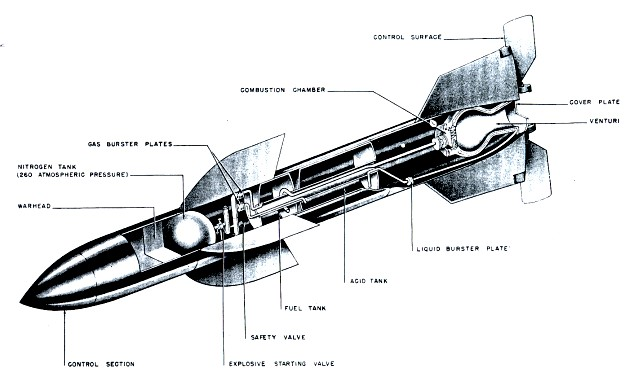
Схема ракети Wasserfall

Зенітна ракета нім. Wasserfall (укр. Водоспад) класу «земля — повітря» належить до типу керованих ракет із ручним керуванням на лінії прицілювання (MCLOS) (англ. Manual Command to Line of Sight, нім. Manuelle Steuerung über Sichtverbindung).
Концепція розроблялась з 1941 році, а 2 листопада 1942 року були затверджені технічні умови на неї.
З березня 1943 року розпочались випробовування моделей складових частин ракети. Випробування з 40 запусками проводили 29 квітня 1944 року до 26 лютого 1945 року в Пенемюнде під керівництвом Вальтера Дорнбергера.
На завершальних випробовуваннях у березні 1945 ракета розвинула швидкість 780 км/год і досягнула висоти 16 км.
Були розроблені модифікації W1, W5, W10. На травень 1945 року планували розпочати серійне виробництво з розгортанням 200 (згодом до 300) батарей ракет навколо найбільших міст на відстані 80 км між ними. Загалом було збудовано 50 прототипів ракет.
Призначалась для підтримки зенітних батарей проти бомбардувальників на відстані до 48 км і висоті до 18–20 км.
Паливні компоненти подавались до ракетного двигуна під тиском стисненого азоту. Паливо для ракети мало забезпечити тривалий період готовності до старту. Воно складалось з окислювача — SV-речовини (10 % сульфатної кислоти і 90 % нітратної кислоти) і палива — Visol (ізобутилвінілетер + анілін).
Ракета стартувала вертикально зі стартової позиції і наводилась оператором за допомогою радіокоманд.
Розроблялись три варіанти наведення — вручну візуально оператором і вперше у світі транспондер подавав радіосигнал до приладу визначення координат «Rheinland» і у обчислювальному пристрої порівнювалась з даними наземного радара. Поправка передавалась на систему управління ракети, яка приводила у дію повітряні рулі ракети. Для керування вперше у світі прийняли варіант з двома РЛС, де одна слідкувала за літаками, інша за ракетою. На екрані електронно-променевої трубки оператор суміщав дві відмітки від ракети і цілі за допомогою джойстика.
При довжині 7,65 м, масі більше 4 т бойова частина осколкової дії містила 100 кг твердої конденсованої вибухівки, 206 кг рідкої вибухівки і додатково міг детонувати балон зі стисненим азотом. Схожий принцип був повторений у ракетах лише через десятиліття.
На основі даної ракети в СРСР розробили зенітні ракети Р-101, Р-11, Р-11ФМ, у США ракети серії Hermes.

### Henschel Hs 117 Schmetterling

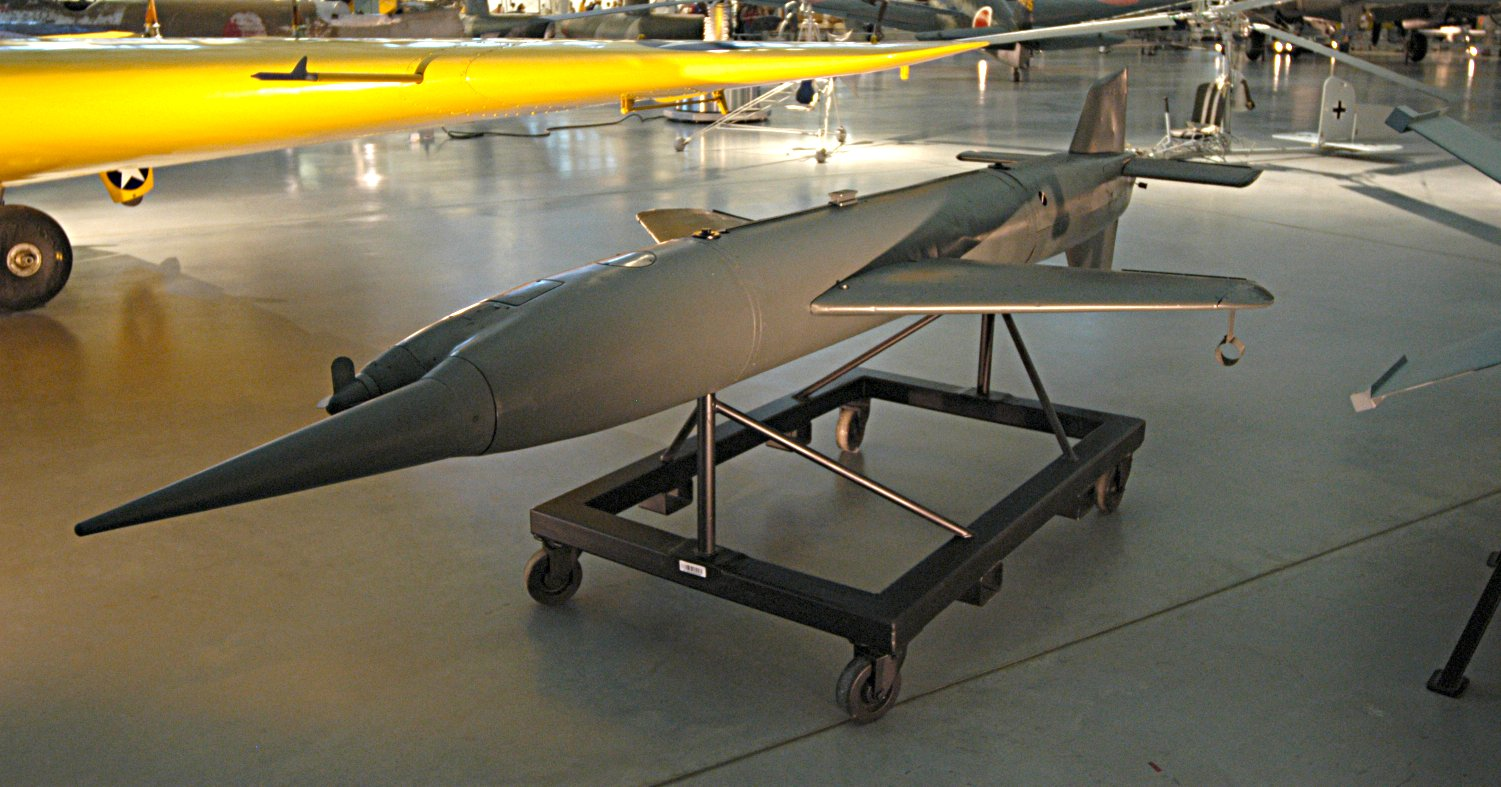
Henschel Hs 117

Зенітна ракета Henschel Hs 117 Schmetterling (укр. Метелик) компанії Henschel при масі 400/450 кг, довжині 4,29 м мала дальність 32 км і максимальну висоту польоту до 11 км. За проектом Герберта Вагнера 1941 року випробували 59 ракет, з яких 33 мали аварійний запуск, але його відхилило міністерство авіації. Після критичного наростання бомбардувань міст і підприємств 1943 року компанія Henschel отримала замовлення на виготовлення прототипів Hs 117. До травня 1944 року успішно випробували 23 ракети. План початку серійного виробництва щомісячно 150 ракет (листопад 1945 року — 3000) до грудня 1944 року не був виконаний, до січня 1945 року виготовили 100 ракет, з яких 3 збереглись. У лютому проект закрив відповідальний за ракетну програму обергруппенфюрер СС Ганс Каммлер через відсутність ресурсів. По конструкції Hs 117 була крилатою ракетою з подвійною носовою частиною: у довшій знаходилась боєголовка, у короткій повітряний пропелер приводив у рух електричний генератор. Старт мав відбуватись з катапульти за допомогою двох твердопаливних прискорювачів, що відкидувались через 4 секунди після припинення роботи. За іншим варіантом її скидали з літака-носія і наводилась на ціль оператором по аналогії з Henschel Hs 293. У такому варіанті розроблялась ракета Hs 117H класу «повітря — повітря».

### Enzian

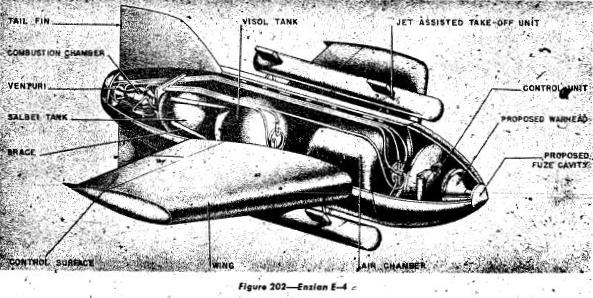
До завершення війни випробовування Enzian не завершились

Розроблялась компанією Messerschmitt AG на основі серійного літака Me.163 Komet з стартовою вагою 1,8 т при 300 кг вибухівки. Перші прототипи E-1, E-2, E-3 успадкували рідинний двигун Вальтера з Me.163. Прототипи E-4, E-5 мали отримати дворідинні двигуни на основі сумішей візол і салбай, які утворювали самозапальну суміш (аналогічно паливу ракет Wasserfall). При старті на ракету мали кріпити 4 ракети 109—533, що на 4 секунди мали забезпечити тягу 7000 кгс. Максимальна швидкість мала сягати до 300 м/сек. Крім модифікації «земля — повітря» передбачалось створення модифікації «повітря — повітря» з допоміжним двигуном. Ракета на першій фазі польоту управлялась по радіо, а на завершальній фазі за допомогою ІЧ-випромінювання чи по акустичних сигналах. Радіус дії сягав 25 км, досяжна висота 16 км. Вага бойової частини становила 550 кг. Один тип боєголовки складався з шрапнелі 20 × 30 мм із вибухівкою в центрі. Імовірність враження була 1,5 попадання на 1 м² на відстані 65 м. В іншому варіанті з бойової частини стартувало 500 невеликих порохових ракет із дальністю 300 м. Перший політ прототипу відбувся у серпні 1944 року.

### Rheintochter

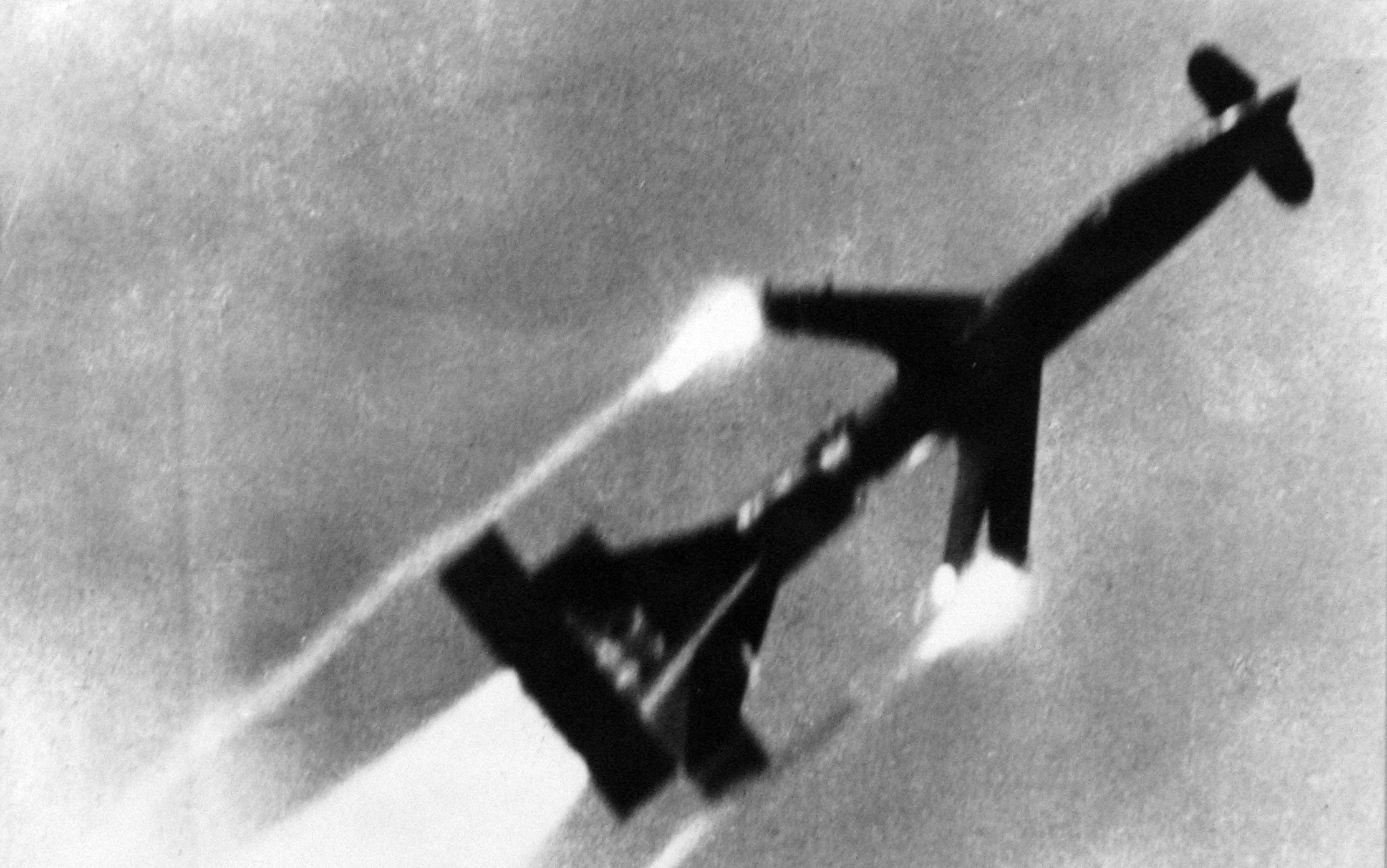
Старт прототипу Rheintochter R 1. 1944

Rheintochter (укр. Доньки Рейну) — інноваційна двоступенева твердопаливна зенітна керована ракета класу «земля — повітря» компанії Rheinmetall-Borsig. Розробка була розпочата в 1941 році у варіантах R1, R2, R3 з радіусом дії 14 км. Перший прототип стартував восени 1943 року. У прототипі R1 двигуни працювали на бездимному пороху: перша ступінь — 0,6 сек, друга — 10 секунд. Друга ступінь мала стабілізатори системи «качка». Але порох розвивав замалу силу тяги і R1 використовували для тестування систем управління.
Надзвукова модифікація R3 стартувала наприкінці 1944 року. Роль першої ступені виконували два двигуни, розміщені ззовні другої ступені. Після 0,9 с їх відкидали. Друга ступінь мала рідкопаливний двигун на суміші Sv-Stoff Salbei та Visol. Він працював 43 секунди. Бойова частина розміщувалась посеред ступені. Кількість стабілізаторів зменшили з 6 до 4. Досягала висоти 10 000 м.
Через проблеми з паливом у модифікації R3P у другій ступені повернулись до твердого палива. Після запуску 51 R1 і 7 R3P 6 лютого 1945 року проект закрили через безперспективність. Однак в проекті вперше в світі було запропоновано:
- схему двоступеневої зенітної ракети з поперечним розділенням ступенів;
- використана схема «качка» у розміщенні стабілізаторів ракети
- дві твердопаливні ступені

Ракетна система Rheintochter R3 мала в подальшому вплив на конструкцію американської зенітно-ракетної системи MIM-3 Nike Ajax.

### Feuerlilie

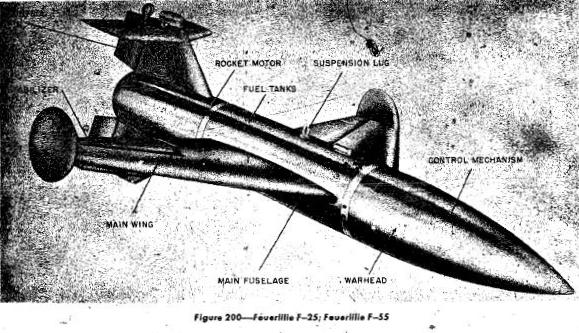
Проект Feuerlilie

Проект ракети розроблявся з 1940 року компанією Rheinmetall-Borsig, але через проблеми з управлінням, двигунами був зупинений на початку 1945 року разом з іншими ракетними проектами. Розроблялись типорозміри F25 діаметром 25 см, довжиною 1896 мм і F55 діаметром 55 см, довжиною 4800 мм. На них планували встановити твердопаливний двигун типу Rheinmetall 109—505/515. Дослідження розпочало 1940 Німецьке дослідне товариство повітряплавання. Невелика модель справила гарне враження і до лютого 1943 року далеко просунулись роботи над системою управління, макет F 25 перевірили у аеродинамічній трубі. Пробну серію з 24 прототипів виготовили до липня 1943, але для F25 не вистачало двигунів. У середині 1944 року випробували 4 ракети, які не виправдали очікувань і до кінця року проект закрили.
Одночасно розроблявся двоступеневий проект F55 з дистанційним управлінням. Вона запускалась з катапульти. Перший макет виготовили у квітні 1942 року. 25 січня 1943 року було підписано угоду з фірмою Ardelt з Бреслау на виготовлення 5 прототипів, чию конструкцію представили 5 лютого 1943 року. На 9 березня було виготовлено 30 прототипів, що мали технічні проблеми з керуванням та двигуном. 12 травня 1944 року провели перший старт F55 A1, яка за 69 сек пролетіла 7500 м. 19 жовтня 1944 року провели три старти F55 A2, які виявили нестабільність польоту. Старт F55 A3 21 жовтня відклали через технічні проблеми. У листопаді, грудні скорочували кількість прототипів для випробовувань. Останнє випробовування провели 11 грудня 1944 року. 14 січня 1945 року було вирішено встановити на F55 A2 і F55 A3 випробуваний двигун з Henschel Hs 293, а на F55 для стабілізації польоту розробити більший корпус. Наприкінці січня 1945 всі роботи припинили. Швидкість F25 складала 840 км/год, F55 — 1260 км/год.

### Fliegerfaust

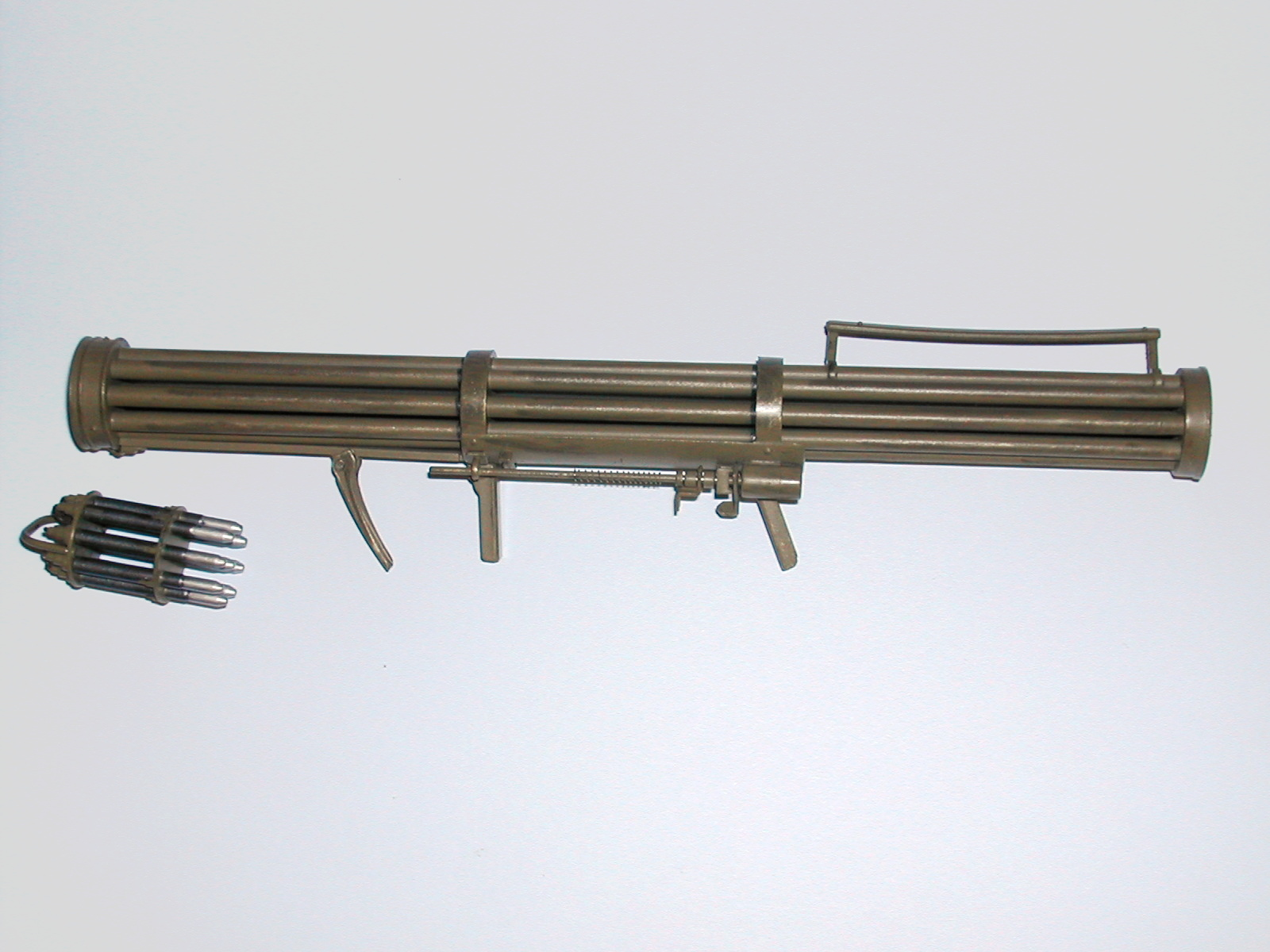
Fliegerfaust із зарядним механізмом

Перший у світі переносний зенітний комплекс залпової стрільби некерованими ракетами по літаках на висоті до 50 м, прототип сучасних переносних зенітно-ракетних комплексів. Це була розробка компанії HASAG з Лейпцига. Складався зі з'єднаних між собою 9 стволів довжиною 1,5 м, двох пістолетних рукояток, плечового упору, механічного прицілу, загальною вагою 6,5 кг. З тильної сторони вкладався магазин з 9 ракетами. Це були модернізовані 20-мм ракети вагою 90 г з 19 г вибухівки та з центральним соплом і 4 бічними скошеними, що надавали їй обертального руху для стабільного лету. При натисненні спуску індукційний електричний генератор приводив в дію електричні запальники ракет. У першому залпі стартувало 4 ракети, розміщені через одну, і з інтервалом 0,1 сек ще 5. при дальності 500 м створювалась зона ураження діаметром 60 м. У січні проект було затверджено, а у березні 1945 року було замовлено понад 10 000 пускових пристроїв і 4 000 000 ракет. У військах на квітень знаходилось до 80 пускових пристроїв. Був розроблений 30-мм прототип для 6 ракет.

### Taifun

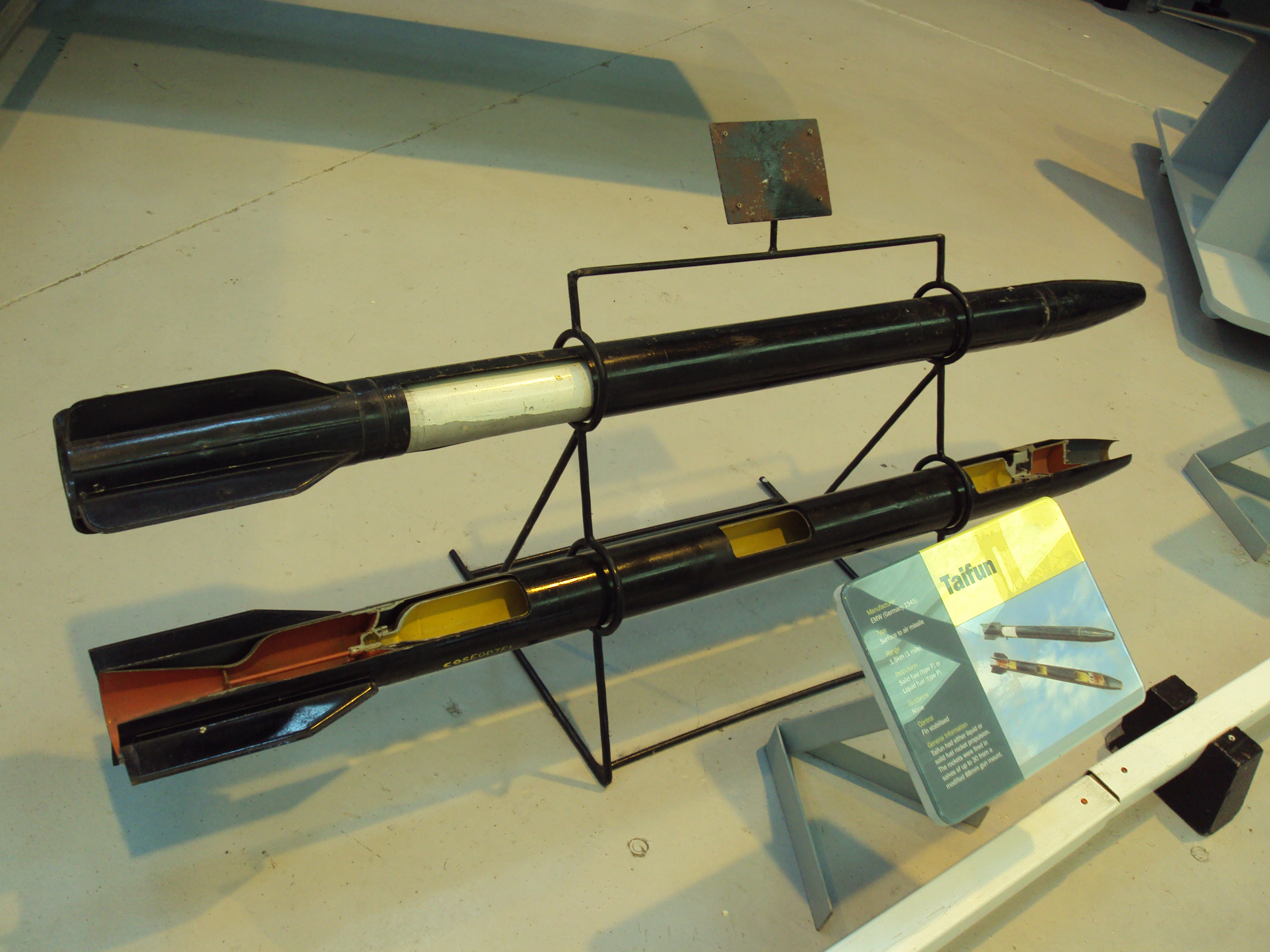
Ракети Taifun

Тайфун — некерована зенітна рідкопаливна ракета, яку розпочали розробляти на початку 1944 року в Електромехенічному заводі (нім. Elektromechanischen Werken (EW)) Карлсгаґена неподалік випробувальної бази Пенемюнде. Її мали б застосовувати проти цілей на висоті до 10 км, запускаючи до 48 ракет з системи залпового вогню, закріпленої на лафеті 88-мм зенітної гармати FlaK 36/37/. До вересня 1944 року було замовлено 500 ракет, однак через брак кваліфікованих робітників до грудня 1944 року затягнувся початок випробувань, які виявили технічні проблеми нестабільного польоту. Були зроблені зміни конструкції і до 13 січня 1945 року провели перші випробовування, що виявили велику неточність при великій площі розсіювання уламків після вибуху боєголовки. Паралельно розпочали тестування твердопаливного варіанту ракети. Після доробок конструкції і нових тестів наприкінці березня 1945 року замовили 2500 передсерійних ракет Taifun P і невідому кількість серійних ракет. 5 квітня 1945 року з Карлсгаґена було евакуйовано 50 фахівців, близько 40 ув'язнених, документацію у напрямку Траунзеє в Австрії.
При діаметрі 10 см і довжині 193 см ракета важила 19,7 кг. Двигун працював 2,5 сек, розвиваючи тягу у 800 кгс і розганяючи ракету до швидкості 2730 км/год. У боєголовці знаходилось 0,5 кг вибухівки.
Ракета «Тайфун» була створена в двох варіантах: «Taifun P» та «Taifun F». Основною відмінністю варіантів P та F було в двигуні. Варіант P мав твердопаливний (пороховий) двигун, який розвивав тягу 2100 кг протягом 1,5–1,7 секунди. Ракета розвивала максимальну швидкість близько 1150 м/c. Стеля ракети — близько 13 км, при цьому максимальна горизонтальна відстань становила близько 12 км.
Обидва варіанта ракети «Тайфун» потрапили в руки радянської армії. 14 квітня 1948 року вийшла постанова Ради Міністрів № 1175-440 про розгортання некерованих зенітних ракет. Керівництво СРСР доручило НДІ-88 допрацювати ракету «Taifun F» (з рідинним двигуном). Для цього в НДІ-88 був створений спеціальний відділ № 6 під керівництвом головного конструктора Павла Івановича Костіна.
Радянський варіант «Тайфун F» отримав позначення Р-103. Радянська ракета зберегла калібр — 100 мм, але її маса була збільшена до 24,2 кг, довжина — до 2065 мм, а розмах крил — до 220 мм. Маса бойової частини стала 1,25 кг. Досяжність за висотою — до 15 км.